# Francisco Xavier da Veiga Cabral
Francisco Xavier da Veiga Cabral (Belém, 5 de maio de 1861 — Belém, 18 de maio de 1905) foi um militar brasileiro,  general honorário do Exército Brasileiro e maior expoente da resistência brasileira frente à Intrusão Francesa no Amapá, ocorrida em 15 de maio de 1895.
Político liberal, principal líder da Revolta do Cacaolinho, filho de Rodrigo da Veiga Cabral, vereador da Câmara Municipal de Belém, na segunda metade do século XIX, e de Maria Cândida da Costa Cabral.
Viaja para os Estados Unidos da América, em 1891, de lá regressando com arrojadas ideias de liberdade fundamento histórico para as atitudes do denodado paraense.